# Gilles de Kerchove
Gilles de Kerchove d'Ousselghem (Uccle, 3 ottobre 1956) è un politico belga.
Direttore della sezione Giustizia e affari interni (GAI) presso il Segretariato generale del Consiglio dell'Unione europea dal 1995 al 2007. Il 19 settembre 2007 è nominato Coordinatore dell'Unione Europea per la lotta al terrorismo, succedendo a Gijs de Vries, che era stato il primo a ricoprire tale incarico.

## Biografia
Gilles de Kerchove nasce a Uccle il 3 ottobre 1956. Laureatosi in giurisprudenza nel 1979 presso l'Université catholique de Louvain, ha poi conseguito, nel 1984, un master in giurisprudenza presso la Yale Law School.
Nel 1985 è entrato a far parte della Commissione delle Comunità europee, lavorando come amministratore presso la direzione generale IV, responsabile della concorrenza. Dal 1986 al 1995 ha lavorato per il governo belga, come capo di gabinetto del vice primo ministro e in vari ministeri.
È stato direttore presso la Direzione generale per la Giustizia e affari interni (GAI) del Segretariato generale del Consiglio dell'Unione europea dal 1995 al 2007, svolgendo quindi un ruolo centrale durante i negoziati sull'Unità di cooperazione giudiziaria dell'Unione Europea (Eurojust) e sul mandato d'arresto europeo. Dal 2007 è Coordinatore dell'Unione Europea per la lotta al terrorismo su nomina di Javier Solana, all'epoca Alto rappresentante dell'Unione per gli affari esteri e la politica di sicurezza. È stato anche Vice Segretario della Convenzione che ha redatto la Carta dei diritti fondamentali dell'Unione europea dal 1999 al 2000.
Oltre alle sue attività amministrative, è anche docente di diritto presso diverse università in Belgio, in particolare presso l'Université catholique de Louvain, l'Université Saint-Louis di Bruxelles e l'Université libre de Bruxelles (ULB).

## Pubblicazioni
- Gilles de Kerchove, Anne Weyembergh, La confiance mutuelle dans l'espace pénal européen/Mutual Trust in the European Criminal Area, Bruxelles, Éditions de l'Université de Bruxelles, 2005.
- Gilles de Kerchove, Anne Weyembergh, Quelles réformes pour l'espace pénal européen ?, Bruxelles, Éditions de l'Université de Bruxelles, 2003.
- Gilles de Kerchove, Anne Weyembergh, L'espace pénal européen : enjeux et perspectives, Bruxelles, Éditions de l'Université de Bruxelles, 2002.
- Gilles de Kerchove, Anne Weyembergh, La reconnaissance mutuelle des décisions judiciaires pénales dans l'Union européenne, Bruxelles, Éditions de l'Université de Bruxelles, 2001.